# Югская Дорофеева пустынь
Югская Дорофеева пустынь (Югско-Дорофеевская пустынь) — бывший православный мужской монастырь, находившийся на территории современной Ярославской области, в месте слияния рек Юги Чёрной и Юги Белой недалеко от Волги. В советское время был закрыт, а впоследствии затоплен при создании Рыбинского водохранилища. Расстояние от Рыбинска — 17 км, от Мологи — 18 км.

## История
История пустыни началась 5 мая 1615 года, когда иноку Дорофею из Псково-Печерского монастыря, родившемуся около Мологи в селе Нижне-Никульском, явилась Богородица и повелела с её иконой идти в родные места. Впоследствии икона Божией Матери Одигитрии называлась Югской и хранилась в пустыни. С иконою с 1701 года регулярно совершались крестные ходы в Рыбную слободу (Рыбинск), а с 1786 года — в Мологу, Мышкин, Углич и Пошехонье. В пустыни было пять храмов, больница и амбулатория, которые посещали около 5 тысяч человек в год.
С 1851 года и до своей кончины 7 августа 1853 года в обители подвизался иеромонах Адриан Югский, перешедший сюда из Адрианова Пошехонского монастыря. Погребён в Югской пустыни напротив алтаря соборной церкви.
В 1915 году с иконы Божией Матери Одигитрии была сделана копия, до сих пор находящаяся в Успенской церкви села Балобаново. Оригинал же не сохранился.
В 1920-х годах на территории монастыря был образован детский лагерь («коммуна»), были изъяты церковные ценности. К 1930-м годам монастырь был окончательно закрыт и стал территорией «Волгостроя».
При заполнении Рыбинского водохранилища практически вся территории пустыни была затоплена.
В июне 2015 года в Ярославской митрополии отпраздновали 400-летие обретения Югской иконы Божией Матери и основания Югской Дорофеевой пустыни.
Рядом с деревней Свингино (Ярославская область) установлен Поклонный крест в память о разрушенном монастыре Югской Дорофеевой пустыни, к которому ежегодно собираются сотни паломников.

## Храмы
- Собор в честь Живоначальной Троицы
- Надвратная церковь во имя Успения Божией Матери
- Церковь Св. Николая
- Церковь Молчанской Богоматери

## Настоятели
- 1615—1622 — преп. Дорофей[9]
- 1701 — Игнатий, строитель
- 1716 — Гурий
- 1720, 1736—1740 — Варлаам
- 1742—1744 — Иосиф
- ноябрь 1759 — Вонифатий, архимандрит
- 1759 — 30.09.1763 — Павел
- с 30.09.1763 — Лука
- до 1786 — Иларион, строитель
- Анастасий (Щепетильников) (22 декабря 1786 — 11 июня 1795), строитель
- Арсений (Свойкин) (1795—1820)
- Евгений (1820—1826)
- Никанор (1826—1832), игумен
- Варфоломей (Поповский) (1837 — 24 декабря 1862) (получил сан игумена в 1843)[10]
- 1864—1894 — Поликарп, архимандрит
- 1894—? — Игнатий, игумен